# Queen of Hip-Pop
『Queen of Hip-Pop』（クイーン・オブ・ヒップポップ）は、安室奈美恵の7枚目のオリジナル・アルバム。2005年7月13日にavex traxから発売された。

## 概要
前作『STYLE』から約1年半ぶりとなったオリジナルアルバム。韓国でも同時発売された。26thシングル「ALARM」から29thシングル「WANT ME, WANT ME」までの4曲（28thシングル「GIRL TALK」のA面曲「the SPEED STAR」や、カップリング曲はすべては未収録）に加え、リード曲「Queen of Hip-Pop」やピンク・パンサーとコラボレートした「WoWa」などシークレットトラックを含む全13曲を収録。
レンタルCDはCCCD仕様。初回盤のみピンク・パンサー&ガールピンクパンサー“ナミエヴァージョン”オリジナルステッカー封入、イラスト付きワーズペーパー仕様。
2012年6月27日にPLAYBUTTONが限定生産盤として発売された。同年9月16日にデビュー20周年を記念して、CDの期間限定スペシャルプライス盤が発売された（12月25日までの期間限定発売）。

## コンセプト
アルバムのコンセプトは、“踊れる最新ダンスチューン満載の、夏にピッタリのハイテンションなアルバム”。リード曲「Queen of Hip-Pop」は発売前から「シボレー・クルーズ」のCMソングに起用されオンエアされていた。

## 制作・背景
本作のプロデュースT.KURA・MICHICO夫妻、Nao'ymtといった安室と息の合った作曲家陣に加え、SUGI-V、TIGERなどが参加した。「Free」では久々に安室自身が作詞を担当。「Ups & Downs」は元々1人で歌う予定だったが、Naoの仮歌を聴いて「ぜひ一緒に歌いたい」と安室が申し込みデュエット・ナンバーになった。「WoWa」ではピンクパンサーとコラボした。プロモーションなどでピンクパンサーが使用されるのは世界初だった。安室をモチーフにしたガールピンクパンサー・オリジナルキャラ“アムロ・パンサー”も作られた。ダンサー達とチアガールに扮しプールサイドで踊るミュージック・ビデオにもピンク・パンサー×アムロ・パンサーが登場。このミュージックビデオはMVA（SPACE SHOWER Music Video Awards 06）“FEMALE VIDEO WINNER”に選出された。

## アルバムタイトル
アルバムタイトルにも使われた"Hip-Pop"は、本作を分かりやすくイメージする言葉として用いられ、J-POPにもヒップホップ、R&Bにも偏ってないのを理由に採用され、それにQueenが付いた。「(Hip-Popが)あやふやで中途半端な言葉かもしれないけど（笑）」と安室が述べている。

## リリースマーケティング、プロモーション
渋谷センター街を中心に約150本の“アムロパンサー・フラッグ”が飾られた。
リリース5日後には、アクアシティお台場の屋上特設ステージで“HMV 15th Anniversary presents NAMIE AMURO "Queen of Hip-Pop"”と題したシークレットイベントを開催し、少女ダンサーらと「WoWa」など収録曲3曲をパフォーマンスした。

## 収録曲
| #         | タイトル                           | 作詞                                | 作曲                                | 編曲             | 時間  |
| --------- | ---------------------------------- | ----------------------------------- | ----------------------------------- | ---------------- | ----- |
| 1.        | 「Queen of Hip-Pop」               | TIGER                               | Nao'ymt                             | Nao'ymt          | 3:14  |
| 2.        | 「WANT ME, WANT ME」               | Michico                             | Michico、SUGI-V                     | SUGI-V           | 3:10  |
| 3.        | 「WoWa」                           | Nao'ymt                             | Nao'ymt                             | Nao'ymt          | 4:09  |
| 4.        | 「I Wanna Show You My Love」       | Michico                             | T.Kura & Michico                    | T.Kura           | 3:39  |
| 5.        | 「GIRL TALK」                      | Michico                             | T.Kura & Michico                    | T.Kura           | 4:22  |
| 6.        | 「Free」                           | 安室奈美恵                          | Nao'ymt                             | Nao'ymt          | 4:19  |
| 7.        | 「My Darling」                     | Michico                             | T.Kura & Michico                    | T.Kura           | 4:17  |
| 8.        | 「Ups & Downs duet with Nao'ymt」  | Nao'ymt                             | Nao'ymt                             | Nao'ymt          | 3:46  |
| 9.        | 「I Love You」(日本語詞: 藤林聖子) | Christpher Stewart、Tab、Traci Hale | Christpher Stewart、Tab、Traci Hale |                  | 4:16  |
| 10.       | 「ALL FOR YOU」                    | 渡辺なつみ                          | 松本良喜                            | 安部潤、松本良喜 | 5:57  |
| 11.       | 「ALARM」                          | JUSME                               | MONK                                | MONK             | 4:10  |
| 12.       | 「No」                             | Nao'ymt                             | Nao'ymt                             | Nao'ymt          | 7:09  |
| 合計時間: | 合計時間:                          | 合計時間:                           | 合計時間:                           | 合計時間:        | 52:28 |

| #  | タイトル                  | 作詞    | 作曲    | 編曲    |
| -- | ------------------------- | ------- | ------- | ------- |
| 1. | 「No pt.2」(Secret Track) | Nao'ymt | Nao'ymt | Nao'ymt |

## 楽曲解説
1. Queen of Hip-Pop
本作のタイトルナンバー。
SUZUKI「シボレー・クルーズ」CMソング。（前年10月より起用）
2. WANT ME, WANT ME
29thシングル。
3. WoWa
ミュージックビデオが制作され、同年12月リリースのPV集『FILMOGRAPHY 2001-2005』に収録されている。
マンダム「ルシードL プリズムマジックヘアカラー」CMソング。
4. I Wanna Show You My Love
5. GIRL TALK
28thシングル。
マンダム「ルシードL プリズムマジックヘアカラー」CMソング。
6. Free
7. My Darling
8. Ups & Downs duet with Nao'ymt
9. I Love You
10. ALL FOR YOU
27thシングル。
フジテレビ系火10ドラマ『君が想い出になる前に』主題歌。
11. ALARM
26thシングル。
マンダム「ルシードL プリズムマジックヘアカラー」CMソング。
12. No

Secret Track
- No pt.2
シークレットトラック扱いのため、曲目や歌詞は掲載されていない。

## 参加ミュージシャン
- 安室奈美恵：Vocal (全曲)

Additional Musician
- Nao'ymt：All Instruments (#1,3,6,8,12)、Guest Vocal (#8)
- T.KURA：All Instruments (#4,5,7)
- SUGI-V：All Instruments (#2)
- トリッキー・スチュワート：All Instruments (#9)
- MONK：All Instruments (#11)
- 安部潤：Programmed & Keyboards & Piano (#10)
- 鈴木健治：Guitar (#10)
- 加藤高志ストリングス：Strings (#10)
- LL BROTHERS：Additional Vocals (#7)
- 松本良喜：Chorus (#10)